# Liste der Bodendenkmale in Rätzlingen
In der Liste der Bodendenkmale in Rätzlingen sind alle Bodendenkmale der niedersächsischen Gemeinde Rätzlingen aufgelistet. Die Quelle ist der Denkmalatlas Niedersachsen. Der Stand der Liste ist der 15. August 2024.

## Allgemein
In den Spalten finden sich folgende Informationen des Bodendenkmales :
- Lage        : geographische Koordinaten
- Bezeichnung : Bezeichnung lt. Denkmalatlas
- Beschreibung: Beschreibung lt. Denkmalatlas
- ID          : Objekt-ID
- Bild        : Bild, ggf. zusätzlich mit Link zu weiteren Fotos im Medienarchiv Wikimedia Commons.

## Bevensen
| Lage                        | Bezeichnung              | Beschreibung                                                       | ID       | Bild |
| --------------------------- | ------------------------ | ------------------------------------------------------------------ | -------- | ---- |
| 52° 58′ 46″ N, 10° 41′ 1″ O | Rätzlingen 14, Grabhügel | Kräftig gewölbt, Durchmesser ca. 14 Meter und Höhe ca. 1,60 Meter. | 32206377 | BW   |
| 52° 58′ 5″ N, 10° 41′ 25″ O | Rätzlingen 16, Grabhügel | Kräftig gewölbt, Durchmesser ca. 21 Meter und Höhe ca. 1,60 Meter. | 32210845 | BW   |